# Сидько, Михаил Петрович
Михаил Петрович Сидько (род. 1936, Киев) — инженер-химик, заслуженный рационализатор УССР, изобретатель. Один из немногих спасшихся из Бабьего Яра. Единственный в мире живущий на 2020 год из свидетелей расстрела.

## Биография
Семья Михаила Сидько должна была эвакуироваться на поезде, но из-за того, что старший брат забыл выпустить голубей — сошли с него.
28 сентября 1941 года в Киеве было расклеено 2 тысячи объявлений на русском, украинском и немецком языках: «Все жиды города Киева и окрестностей должны явиться в понедельник 29 сентября 1941 года к 8 часам утра на угол улиц Мельниковской и Дегтярной (возле кладбища). Взять с собой документы, ценные вещи, а также тёплую одежду и бельё. Кто не выполнит этого распоряжения, будет расстрелян».
29 сентября соседи убедили мать Михаила не идти к месту сбора, поскольку муж — украинец и дети украинцы и они вернулись домой.
30 сентября дворничиха Лушка привела в дом немцев, и семью отправили в Бабий Яр. В накопителе Михаила с братом и несколько детей из колонны в сторону вытащил немецкий офицер и полицейский. Полицейский крикнул: «розбигайтэсь», выстрелил в воздух, потом убил двух ребят, остальные убежали домой.
Через неделю дворничиха Лушка опять сдала Михаила с братом гестапо. Переводчиком в гестапо был их сосед — Фольксдойче Иван. Он сказал немцам, что Михаил с братом украинцы, и их отпустили.
Позже с ними поселилась соседка — Софья Криворот-Бакланова с дочкой Галиной. Во время облав Софья Кондратьевна говорила, что Михаил с братом — её дети, а дочка — что они её братья. В 2004 году звание «Праведник народов мира» было присвоено Галине Елизаровне и Софье Криворот-Баклановой (посмертно).
Михаил с братом воровали уголь на железнодорожной станции, были пойманы и попали в лагерь смерти Сырец, где над ними ставили медицинские опыты: замораживали ноги, посадили энцефалитного клеща, делали уколы. Зимой 1942—1943 года Гриша (брат) сбежал и в 1943 году выкрал Михаила.
После войны Михаил Сидько доучился в школе, и с 13 лет работал сапожником, отслужил в армии и поселился в Черкассах, где работал на химкомбинате. После выхода на пенсию репатриировался в Израиль в 2000 году.